# Frauenselbsthilfe nach Krebs
Die Frauenselbsthilfe nach Krebs (FSH) ist eine Patientenorganisation mit dem Zweck, Menschen mit der Diagnose Brustkrebs aufzufangen, zu informieren und zu begleiten. Sie ist in Deutschland und Österreich aktiv, wobei es keinen Internationalen Dachverband gibt. Die Unterstützung der Betroffenen umfasst vor allem die psychischen Folgen der Erkrankung zu bewältigen, jedoch auch Hilfestellungen zu Prothetik und anderen speziellen Lebensbereichen, die mit der Erkrankung einhergehen, zu geben. Es gibt in den Gruppen u. a. Regelmäßige Treffen die unterschiedlich ausgestaltet sein können wie Gesprächsrunden, gemeinsame Ausflüge und ähnliches.

## Deutschland
Die Deutschen Vereine der FSH sind unter der Frauenselbsthilfe nach Krebs e. V. zusammengefasst.

## Österreich
In Österreich sind mehrere Vereine und Gruppen eigenständig tätig, zum Teil gibt es Landesverbände ein Bundesverband ist jedoch nicht mehr existent. Es gibt jedoch eine ARGE die eine Koordinierung zwischen den Gruppen ermöglicht. Gruppen und Vereine in Österreich sind z. B. Landesverband Vorarlberg, Verein Amstetten, Verein Baden, Verein Mödling, Gruppe Klagenfurt, Landesverein Steiermark. Als Wegbereiter für die Selbsthilfebewegung und Gründerin für die FSH in Österreich kann Martha Frühwirt angesehen werden die in späterer folge auch Obfrau des Bundesverbandes war.
Die Frauenselbsthilfe nach Krebs ist demnach die erste gegründete Selbsthilfegruppe in Österreich (Gründung: Juni 1979).

## Weitere Länder
In anderen Ländern sind ähnliche Gruppen aktiv die jedoch nicht den Namen Frauenselbsthilfe nach Krebs tragen, z. B. in der Schweiz.

## Partnernetzwerke
Der Europäische Netzwerkpartner unter anderem der FSH ist Europa Donna mit einzelnen Landesniederlassungen in 47 Ländern.